# Alfred Bourseaux
Alfred Herbert Bourseaux (* 19. Dezember 1928 in Eupen) ist ein belgischer Unternehmer.

## Laufbahn
Alfred Bourseaux entstammt einer Industriellenfamilie, die aus dem Raum Lüttich stammt und sich in Eupen zunächst als Landwirte niederließ. Sein Vorfahre Jean Pierre Bourseaux (1723–1769) gründete 1747 eine Hanfseilmanufaktur, aus der fünf Generationen später das Kabelwerk Eupen wurde. Alfred Bourseaux kam als jüngster Sohn von Matthias Joseph Carl Bourseaux (1881–1966) zur Welt, der das Kabelwerk als Generaldirektor leitete. Ab 1950 arbeitete Alfred Bourseaux in dem Betrieb, wurde 1956 Mitglied des Verwaltungsrats und 1960 geschäftsführendes Verwaltungsratsmitglied. 1976 trat er als Vorsitzender dieses Gremiums die Leitung des Werkes an. Mit Stand Dezember 2018 beschäftigte das von ihm geführte Kabelwerk 850 Arbeitskräfte und wies einen Jahresumsatz von 304 Millionen Euro auf. Noch mit über 90 Jahren hat Bourseaux das Amt des Vorsitzenden des Verwaltungsrats inne.
1984 wurde Bourseaux der Adelstitel Ritter verliehen. Im selben Jahr erhielt er des Weiteren die Ehrenbürgerwürde der Stadt Eupen. Das geschah laut der Stadt „in Anerkennung seiner großen Verdienste um Industrie und Handel und in Würdigung seiner steten Förderung der kulturellen und sportlichen Tätigkeiten seiner Mitbürger“. Ihm wurden ferner das Große Verdienstkreuz der Bundesrepublik Deutschland sowie das Goldene Ehrenzeichen der Republik Österreich verliehen. Darüber hinaus wurde er 2018 noch mit dem Ehrentitel „Ostbelgier des Jahres“ geehrt.
Von 1968 bis Jahresende 1997 saß er der Industrie- und Handelskammer Eupen-Malmedy-St.Vith als Vorsitzender vor und wurde danach zum Ehrenpräsidenten gewählt. Bourseaux war zudem Präsident der Deutsch-Belgisch-Luxemburgischen Handelskammer, Vorsitzender der König-Baudouin-Stiftung sowie Mitglied des Stiftungsrates der Stiftung Internationaler Karlspreis zu Aachen.
Mit seiner Ehefrau (Hochzeit im Jahr 1954) hat Alfred Bourseaux einen Sohn. Bourseaux ist engagierter Pferde- und Kunstliebhaber.